# Natació en aigües obertes al Campionat del Món de natació de 2015 – 10 km femení
La prova dels 10 km femení al Campionat del Món de natació de 2015 se celebrà a Rússia el 28 de juliol. Les 10 primeres nedadores es classificaven directament per als Jocs de Rio

## Resultats
La cursa va començar a les 12:00.
| Posició | Nedador               | País            | Temps     |
| ------- | --------------------- | --------------- | --------- |
| 1       | Aurélie Muller        | França          | 1:58:04.3 |
| 2       | Sharon van Rouwendaal | Països Baixos   | 1:58:06.7 |
| 3       | Ana Marcela Cunha     | Brasil          | 1:58:26.5 |
| 4       | Rachele Bruni         | Itàlia          | 1:58:27.9 |
| 5       | Anastasiya Krapyvina  | Rússia          | 1:58:28.6 |
| 6       | Poliana Okimoto       | Brasil          | 1:58:28.8 |
| 7       | Isabelle Härle        | Alemanya        | 1:58:30.0 |
| 8       | Kalliopi Araouzou     | Grècia          | 1:58:30.6 |
| 9       | Haley Anderson        | Estats Units    | 1:58:35.9 |
| 10      | Éva Risztov           | Hongria         | 1:58:36.4 |
| 11      | Anna Olasz            | Hongria         | 1:58:40.0 |
| 12      | Samantha Arévalo      | Equador         | 1:58:46.9 |
| 13      | Chelsea Gubecka       | Austràlia       | 1:58:51.3 |
| 14      | Becca Mann            | Estats Units    | 1:58:51.9 |
| 15      | Keri-Anne Payne       | Regne Unit      | 1:58:53.6 |
| 16      | Coralie Codevelle     | França          | 1:58:53.8 |
| 17      | Cecilia Biagioli      | Argentina       | 1:58:55.7 |
| 18      | Shi Yu                | R.P. de la Xina | 1:59:28.6 |
| 19      | Michelle Weber        | Sud-àfrica      | 1:59:28.7 |
| 20      | Kareena Lee           | Austràlia       | 1:59:32.8 |
| 21      | Erika Villaécija      | Catalunya       | 1:59:33.8 |
| 22      | Aurora Ponsele        | Itàlia          | 1:59:33.9 |
| 23      | Angela Maurer         | Alemanya        | 1:59:35.5 |
| 24      | María Vilas           | Espanya         | 1:59:38.2 |
| 25      | Špela Perše           | Eslovènia       | 1:59:38.3 |
| 26      | Yan Siyu              | R.P. de la Xina | 1:59:39.9 |
| 27      | Samantha Harding      | Canadà          | 1:59:47.1 |
| 28      | Yumi Kida             | Japó            | 2:00:01.8 |
| 29      | Zaira Cardenas        | Mèxic           | 2:00:07.9 |
| 30      | Alena Benešová        | Txèquia         | 2:00:12.4 |
| 31      | Montserrat Ortuño     | Mèxic           | 2:00:12.8 |
| 32      | Julia Arino           | Argentina       | 2:00:31.2 |
| 33      | Heidi Gan             | Malàisia        | 2:00:34.4 |
| 34      | Jade Dusablon         | Canadà          | 2:00:35.0 |
| 35      | Danielle Huskisson    | Regne Unit      | 2:00:57.3 |
| 36      | Nataly Caldas         | Equador         | 2:01:05.8 |
| 27      | Marianna Lymperta     | Grècia          | 2:01:08.5 |
| 38      | Angelica María        | Portugal        | 2:01:40.4 |
| 39      | Paola Pérez           | Veneçuela       | 2:05:31.5 |
| 40      | Anastasiia Azarova    | Rússia          | 2:05:59.4 |
| 41      | Carmen Le Roux        | Sud-àfrica      | 2:06:37.5 |
| 42      | Liliana Hernández     | Veneçuela       | 2:07:13.0 |
| 43      | Reem Kaseem           | Egipte          | 2:09:22.3 |
| 44      | Fatima Flores         | El Salvador     | 2:12:38.9 |
| 45      | Charlotte Webby       | Nova Zelanda    | 2:12:41.7 |
| 46      | Toscano Cindy         | Guatemala       | 2:16:15.8 |
| 47      | Xeniya Romanchuk      | Kazakhstan      | 2:16:23.8 |
| 48      | Lok Hoi Man           | Hong Kong       | 2:20:13.2 |
| 49      | Angelica Astorga      | Costa Rica      | 2:20:39.4 |
| 50      | Mariya Ivanova        | Kazakhstan      | 2:20:44.9 |
| 51      | Kwok Cho Yiu          | Hong Kong       | 2:22:19.9 |
|         | Alondra Castillo      | Bolívia         | OTL       |
|         | Mariam Sakr           | Egipte          | OTL       |
|         | Nikita Prabhu         | Índia           | DNF       |
|         | Karla Šitić           | Croàcia         | DNF       |
|         | Ressa Dewi            | Indonèsia       | DNS       |
|         | Ellen Olsson          | Suècia          | DNS       |